# David Sergueïenko
David Sergueïenko, né le 25 septembre 1963, est un homme politique géorgien.